# Pawiloma feminina
Pawiloma feminina är en insektsart som beskrevs av Young 1977. Pawiloma feminina ingår i släktet Pawiloma och familjen dvärgstritar. Inga underarter finns listade i Catalogue of Life.